# Coluzea rosadoi
Coluzea rosadoi is een slakkensoort uit de familie van de Turbinellidae. De wetenschappelijke naam van de soort is voor het eerst geldig gepubliceerd in 2006 door Bozzetti.